# アンドレス・ソラーノ
アンドレス・フェリペ・ソラーノ・ダビラ（Andrés Felipe Solano Dávila, 1998年2月1日 - ）は、コロンビア・マグダレーナ県サンタ・マルタ出身のサッカー選手。HNKリエカ所属。ポジションはDF。

## クラブ経歴
2014年にアトレティコ・マドリードのカンテラに入所。2017年に傘下のアトレティコ・マドリードBに昇格。2018-19シーズンにトップチームに昇格。2019年3月9日のCDレガネス戦でラ・リーガデビュー。試合は1-0で勝利するも、ソラーノは前半だけでベンチに下げられ、以後はトップチームで出場機会を得ることは出来なかった。
2020年10月2日、FCバルセロナBの1年間のローン移籍で加入したことが発表された。

## 代表歴
2019年11月にU-22日本代表との対戦の為に、U-22のコロンビア代表の一員として来日。同月17日の試合は2-0で勝利した。